# На обочине
«На обочине» (англ. Sideways) — трагикомедия режиссёра Александра Пэйна, вышедшая на экраны в 2004 году. Главные роли исполняют Пол Джаматти и Томас Хейден Чёрч.
Фильм получил ряд наград, в том числе «Оскар» за лучший адаптированный сценарий, премию BAFTA за лучший адаптированный сценарий и два «Золотых глобуса» за лучшую комедию и лучший сценарий.

## Сюжет
Подзаголовок фильма: «В поисках вина. В поисках женщин. В поисках себя».
Неудавшийся писатель Майлз Рэймонд (Пол Джаматти), учитель литературы в обычной средней школе в Сан-Диего, любитель и знаток вина, берёт своего ближайшего друга Джека Коула (Томас Хейден Чёрч) — актёра, игравшего когда-то в известном сериале, а теперь перебивающегося озвучиванием рекламы — в недельное путешествие по винодельческим районам Калифорнии в округе Санта-Барбара. Для Джека это последняя неделя его холостой жизни — в грядущую субботу он вступит в брак с Кристин (Алисия Рейнер).
В любимом ресторане Майлза The Hitching Post, что в маленьком городке Буэллтон, Джек знакомится с официанткой Майей (Вирджиния Мэдсен). Вскоре после этого в местном винном магазинчике ловелас находит общий язык и с продавщицей Стефани (Сандра О). Друзья организовывают двойное свидание, умолчав, что Джек без пяти минут женат. У Джека завязывается бурный роман со Стефани, в то время как Майя проявляет явную симпатию к Майлзу.
По ходу развития сюжета картины зрители узнают, что Майлз в депрессии на почве развода с любовью всей жизни Викторией (Джессика Хект). Помимо этого, его книгу забраковали уже три издательства. И его ценительство вин начинает напоминать алкоголизм.
На свидании с Майей Майлз проговаривается о свадьбе Джека. Девушка рассказывает подруге, и та в гневе разбивает Джеку нос мотоциклетным шлемом. Джек въезжает на машине Майлза в столб, чтобы потом объяснить невесте разбитый нос аварией. На свадьбе Майлз сталкивается с бывшей женой и её новым мужем. Виктория сообщает, что она беременна. Последняя надежда на её возвращение рухнула. С горя Майлз выпивает бутылку самого ценного вина из своей коллекции из пластмассового стаканчика, сидя в ресторане фастфуд. Вернувшись домой, он получает голосовое сообщение от Майи, что она прочитала его роман и зовет его обратно к ней. В финальной сцене ленты он возвращается в Санта-Инез и стучит в дверь девушки.

## В ролях
| Актёр             | Роль        |
| ----------------- | ----------- |
| Пол Джаматти      | Майлз       |
| Томас Хейден Чёрч | Джек        |
| Вирджиния Мэдсен  | Майя        |
| Сандра О          | Стефани     |
| Мэрилуиз Бёрк     | мама Майлза |
| Джессика Хект     | Виктория    |
| Алисия Рейнер     | Кристин     |
| Патрик Галлахер   | Гэри        |
| Мисси Доти        | Кэмми       |
| М. К. Гейни       | муж Кэмми   |

## Создание
На роль Джека первоначально планировался Джордж Клуни, но Александр Пэйн посчитал его слишком большой звездой для съёмок в этой роли. Томас Хэйден Чёрч участвовал в кинопробах предыдущей ленты Александра Пэйна — «О Шмидте», но тогда роль ему не досталась.
Режиссёр Александр Пэйн лично отбирал список участвующих в фильме вин. Большинство вин, «распитие» которых мы наблюдаем в сценах фильма, на деле являются безалкогольными. В свободное от съёмок время уставшие от нехитрого ассортимента актёры нередко прибегали к настоящему вину, чтобы как следует «освежить нёбо». Вино «Шеваль Блан» 1961 года, которое Майлз приберегает для торжественного события, на самом деле изготавливается из «Мерло» и «Каберне Фран» — двух сортов винограда, о которых Майлз уничижительно отзывается на протяжении всего фильма.
Большинство диалоговых фраз, которые прозвучали за столом во время беседы Майлза, Джека, Майи и Стефани, являются чистой импровизацией. Еда, которую во время съёмок сцены в доме матери Майлза поглощали сама «хозяйка апартаментов», Майлз и Джек, привела к тому, что все три актёра стали жертвами серьёзного отравления. На фотографии, которую Майлз рассматривает в доме своей матери, на самом деле изображены Пол Джаматти и его отец, бывший уполномоченный Большой бейсбольной лиги Барт Джиаматти.
Для участия в этом фильме Сандра О специально научилась водить мотоцикл. В сцене гольфа, когда мяч от клюшки Майлза попадает в стоящих по соседству игроков, удар на самом деле осуществляет не исполняющий его роль Пол Джаматти, а Рекс Пиккетт — автор книги, по которой поставлен фильм (сам Пол не является сильным игроком в гольф).
Съёмки сцены на винном заводе «Frass Canyon» производились на предприятии «Fess Parker», принадлежащем голливудской звезде 1950-х годов Дэйви Кроккетту.
Во время съёмок фильма между режиссёром Александром Пэйном и актрисой Сандрой О вспыхнул роман, и некоторое время спустя они поженились, правда, их брак продолжался лишь несколько лет.

## Наследие
Выход фильма на экраны оказал несколько неожиданный побочный эффект — выросла популярность вина из сорта винограда пино-нуар: «[Ещё одна] любовь американцев — это пино нуар. Мог ли Александр Пейн, режиссёр вышедшего в 2004 году фильма „На обочине“, предположить, что его полотно будет так сильно и столь долго влиять на винный рынок этой огромной страны? Думается, что вряд ли» — Биссо Атанасов, «Новый Свет в конце тоннеля», журнал Simple Wine News.

## Награды
«На обочине» — первый фильм, который получил премию за лучший сценарий сразу от всех ведущих американских групп кинокритиков — Национального совета кинокритиков, гильдии кинокритиков Нью-Йорка и Лос-Анджелеса, Национального общества критиков, а также жюри кинопремий «Золотой глобус», Гильдии сценаристов США и «Оскар».
- 2004 — две премии Национального совета кинокритиков США: лучший адаптированный сценарий (Александр Пэйн, Джим Тейлор), лучший актёр второго плана (Томас Хейден Чёрч)
- 2005 — премия «Оскар» за лучший адаптированный сценарий (Александр Пэйн, Джим Тейлор)
- 2005 — премия Британской киноакадемии за лучший адаптированный сценарий (Александр Пэйн, Джим Тейлор)
- 2005 — две премии «Золотой глобус»: лучшая комедия / мюзикл, лучший сценарий (Александр Пэйн, Джим Тейлор)
- 2005 — 6 премий «Независимый дух»: лучший художественный фильм (Майкл Лондон), лучший режиссёр (Александр Пэйн), лучший сценарий (Александр Пэйн, Джим Тейлор), лучший актёр (Пол Джаматти), лучший актёр второго плана (Томас Хейден Чёрч), лучшая актриса второго плана (Вирджиния Мэдсен)
- 2005 — премия Гильдии киноактёров США за лучшую игру актёрского состава (Пол Джаматти, Томас Хейден Чёрч, Вирджиния Мэдсен, Сандра О)
- 2005 — премия Гильдии сценаристов США за лучший адаптированный сценарий (Александр Пэйн, Джим Тейлор)
- 2005 — три премии Национального общества кинокритиков США: лучший сценарий (Александр Пэйн, Джим Тейлор), лучший актёр второго плана (Томас Хейден Чёрч), лучшая актриса второго плана (Вирджиния Мэдсен)

### Номинации
- 2005 — 4 номинации на премию «Оскар»: лучший фильм (Майкл Лондон), лучший режиссёр (Александр Пэйн), лучший актёр второго плана (Томас Хейден Чёрч), лучшая актриса второго плана (Вирджиния Мэдсен)
- 2005 — номинация на премию Гильдии режиссёров США за режиссуру (Александр Пэйн)
- 2005 — пять номинаций на премию «Золотой глобус»: лучший режиссёр (Александр Пэйн), лучший актёр в комедии / мюзикле (Пол Джаматти), лучший актёр второго плана (Томас Хейден Чёрч), лучшая актриса второго плана (Вирджиния Мэдсен), лучшая музыка (Рольф Кент)
- 2005 — три номинации на премию Гильдии киноактёров США: лучший актёр (Пол Джаматти), лучший актёр второго плана (Томас Хейден Чёрч), лучшая актриса второго плана (Вирджиния Мэдсен)
- 2006 — номинация на премию «Бодил» за лучший американский фильм (Александр Пэйн)